# Oxira carnea
Oxira carnea là một loài bướm đêm trong họ Noctuidae.